# Liste der Kulturdenkmale in Großenbrode
In der Liste der Kulturdenkmale in Großenbrode sind alle Kulturdenkmale der schleswig-holsteinischen Gemeinde Großenbrode (Kreis Ostholstein) und ihrer Ortsteile aufgelistet (Stand: 10. März 2025).

## Legende
In den Spalten befinden sich folgende Informationen:
- Objekt-ID: die Nummer des Kulturdenkmales
- Lage: die Adresse des Kulturdenkmales und die geographischen Koordinaten. Kartenansicht, um Koordinaten zu setzen. In der Kartenansicht sind Kulturdenkmale ohne Koordinaten mit einem roten Marker dargestellt und können in der Karte gesetzt werden. Kulturdenkmale ohne Bild sind mit einem blauen Marker gekennzeichnet, Kulturdenkmale mit Bild mit einem grünen Marker.
- Offizielle Bezeichnung: Bezeichnung des Kulturdenkmales
- Beschreibung: die Beschreibung des Kulturdenkmales
- Bild: ein Bild des Kulturdenkmales

## Sachgesamtheiten
| Objekt-ID      | Lage                                                                       | Offizielle Bezeichnung       | Beschreibung | Bild                             |
| -------------- | -------------------------------------------------------------------------- | ---------------------------- | --- | -------------------------------- |
| 29933 Wikidata | Mühlenkamp 1–5, 2–4, 6–8, 7–13, 10–12, 15–19 (54° 22′ 29″ N, 11° 5′ 25″ O) | Ehemalige Wehrmachtssiedlung | Siedlung für Angehörige der Wehrmacht (Luftwaffe); 1939-1942; sechs Zwei-, Drei- und Vierfamilienhäuser in einheitlicher architektonischer Gestaltung, eingeschossige Rotsteinbauten mit Halbwalmdächern in offener Bebauung, geschlossene städtebauliche Situation - Begründung: geschichtlich, städtebaulich - Schutzumfang: Siedlungshäuser Mühlenkamp 1, 2, 3, 4, 5, 6, 7, 8, 9,10, 11, 12, 15, 17, 19                         | BW                               |
| 40088 Wikidata | Pomosin-Werk (54° 21′ 36″ N, 11° 4′ 10″ O)                                 | Ehemaliger Seefliegerhorst   | ehem. Seefliegerhorst der Luftwaffe; 1938-1942; bauliche Zeugnisse des ehem. Seefliegerhorstes mit Stabsgebäude, einem zweigeschossigen Backsteinbau mit Satteldach und Eingangsrisalit, ferner die Wache mit gegenüberliegendem Teilstück der ehem. Einfriedung und einer Pflasterstraße aus Großgranit - Begründung: geschichtlich, Kulturlandschaft prägend - Schutzumfang: Stabsgebäude; Wache mit Einfriedung, Pflasterstraße | BW                               |
| 40705 Wikidata | Teichstraße (54° 22′ 25″ N, 11° 5′ 8″ O)                                   | Kirche St. Katharinen        | Aktualisierung vorgesehen - Begründung: geschichtlich, künstlerisch, städtebaulich, Kulturlandschaft prägend - Schutzumfang: Kirche St. Katharinen mit Ausstattung, Kirchhof, Grabmale bis 1870, Hauptpforte, Lindenkranz, Feldsteinböschungsmauer | weitere Fotos \| Fotos hochladen |

## Bauliche Anlagen
| Objekt-ID      | Lage                                         | Offizielle Bezeichnung                | Beschreibung | Bild                             |
| -------------- | -------------------------------------------- | ------------------------------------- | --- | -------------------------------- |
| 29932          | Bäderstraße (54° 21′ 16″ N, 11° 0′ 55″ O)    | Fernmeldeturm „Ocean Tower“           | Fernmeldeturm; 1965-1968; Fernmeldesektorturm A der Bundesluftwaffe zur elektronischen Aufklärung, etwa 75 m hoher Stahlbetonturm mit Radom aus wellendurchlässigem Polyurethan - Begründung: geschichtlich, technisch, Kulturlandschaft prägend - Schutzumfang: gesamtes Objekt - Denkmaltyp: Bauliche Anlage | BW                               |
| 29926 Wikidata | Fehmarnsund (54° 24′ 1″ N, 11° 6′ 41″ O)     | Fehmarnsundbrücke                     | Fehmarnsundbrücke; Wettbewerb 1959, Ausführung 1960-1963, Entwurf des Bogentragwerks Gutehoffnungshütte AG, beratender Architekt Gerd Lohmer; Netzwerkbogenbrücke mit stählernem Bogentragwerk, zweistreifiger Fahrbahn für den Autoverkehr sowie eingleisiger Strecke für den Zugverkehr und Hohlkastenpfeilern aus Beton - Begründung: geschichtlich, künstlerisch, technisch, Kulturlandschaft prägend - Schutzumfang: gesamtes Objekt - Denkmaltyp: Bauliche Anlage, Sachgesamtheit: Fehmarnsundbrücke | weitere Fotos \| Fotos hochladen |
| 40089 Wikidata | Pomosin-Werk (54° 21′ 33″ N, 11° 4′ 10″ O)   | Stabsgebäude                          | Stabsgebäude des ehem. Seefliegerhorstes der Luftwaffe; 1938-1942; stattlicher zweigeschossiger Backsteinbau mit Satteldach und Eingangsrisalit - Begründung: geschichtlich, Kulturlandschaft prägend - Schutzumfang: gesamtes Objekt - Denkmaltyp: Bauliche Anlage, Sachgesamtheit: ehem. Seefliegerhorst | BW                               |
| 29929          | Teichstraße 25 (54° 22′ 22″ N, 11° 5′ 10″ O) | Fachwerkkate                          | Fachwerkkate; Katenstelle seit 1700; Außenmauern teilweise in Fachwerk, teilweise massiv in Backstein erneuert, reetgedecktes Walmdach - Begründung: geschichtlich, Kulturlandschaft prägend - Schutzumfang: gesamtes Objekt - Denkmaltyp: Bauliche Anlage | BW                               |
| 4064 Wikidata  | Teichstraße (54° 22′ 25″ N, 11° 5′ 9″ O)     | Kirche St. Katharinen mit Ausstattung | Alteintragung (Aktualisierung vorgesehen) - Begründung: geschichtlich, künstlerisch, städtebaulich - Schutzumfang: gesamtes Objekt - Denkmaltyp: Bauliche Anlage, Sachgesamtheit: Kirche St. Katharinen | weitere Fotos \| Fotos hochladen |

## Gründenkmale
| Objekt-ID      | Lage                                     | Offizielle Bezeichnung | Beschreibung | Bild |
| -------------- | ---------------------------------------- | ---------------------- | --- | ---- |
| 21192 Wikidata | Teichstraße (54° 22′ 26″ N, 11° 5′ 7″ O) | Kirchhof               | Alteintragung (Aktualisierung vorgesehen) - Begründung: geschichtlich, Kulturlandschaft prägend - Schutzumfang: Kirchhof, Grabmale bis 1870, Hauptpforte, Lindenkranz, Feldsteinböschungsmauer - Denkmaltyp: Gründenkmal, Sachgesamtheit: Kirche St. Katharinen | BW   |

## Quelle
- Liste der Kulturdenkmale in Schleswig-Holstein – Kreis Ostholstein (PDF)

- Karte mit allen Koordinaten:
- OSM |
- WikiMap